# José María Zelaya Ayes
José María Zelaya Ayes (Juticalpa, 1799–Olancho, 1881) Licenciado, empresario y político hondureño. Presidente de la Asamblea Nacional Legislativa en 1874 y Presidente provisional de la república en 1876, en ausencia del General Ponciano Leiva.

## Vida
José María Zelaya Ayes, nació en Juticalpa en el departamento de Olancho, siendo hijo del matrimonio compuesto por el empresario señor Santiago Zelaya López y Dominga Ayes Beltrand; hermano menor del primer presidente constitucional general José Francisco Zelaya y Ayes. José María Zelaya Ayes se casó con Josefa Dolores Rodezno, siendo padres de: José María Zelaya Rodezno (1844-1919), Francisco Zelaya Rodezno, José Zelaya Rodezno, Pedro Zelaya Rodezno, Trinidad Zelaya Rodezno, Isabel Zelaya Rodezno y Rafael Zelaya Rodezno. Sus bienes inmuebles estaban situados en las haciendas de San Antonio de los Horcones, El Junquillo y El Coyolar, en Olancho.
|  |                                  |  |  |  |  |  |  |  |  |  |  |  |  |  |  |  |
|  | 4. Jerónimo Zelaya España        |  |  |  |  |  |  |  |  |  |  |  |  |  |  |  |
|  |                                  |  |  |  |  |  |  |  |  |  |  |  |  |  |  |  |
|  |                                  |  |  |  |  |  |  |  |  |  |  |  |  |  |  |  |
|  | 2. Santiago Zelaya López         |  |  |  |  |  |  |  |  |  |  |  |  |  |  |  |
|  |                                  |  |  |  |  |  |  |  |  |  |  |  |  |  |  |  |
|  |                                  |  |  |  |  |  |  |  |  |  |  |  |  |  |  |  |
|  | 1. José María Zelaya Ayes        |  |  |  |  |  |  |  |  |  |  |  |  |  |  |  |
|  |                                  |  |  |  |  |  |  |  |  |  |  |  |  |  |  |  |
|  |                                  |  |  |  |  |  |  |  |  |  |  |  |  |  |  |  |
|  | 6. Francisco Ayes (Alles) España |  |  |  |  |  |  |  |  |  |  |  |  |  |  |  |
|  |                                  |  |  |  |  |  |  |  |  |  |  |  |  |  |  |  |
|  |                                  |  |  |  |  |  |  |  |  |  |  |  |  |  |  |  |
|  | 3. Dominga Ayes Beltrand         |  |  |  |  |  |  |  |  |  |  |  |  |  |  |  |
|  |                                  |  |  |  |  |  |  |  |  |  |  |  |  |  |  |  |
|  |                                  |  |  |  |  |  |  |  |  |  |  |  |  |  |  |  |
|  | 14. Francisco Beltránd España    |  |  |  |  |  |  |  |  |  |  |  |  |  |  |  |
|  |                                  |  |  |  |  |  |  |  |  |  |  |  |  |  |  |  |
|  |                                  |  |  |  |  |  |  |  |  |  |  |  |  |  |  |  |
|  | 7. Leona Beltránd Mejía          |  |  |  |  |  |  |  |  |  |  |  |  |  |  |  |
|  |                                  |  |  |  |  |  |  |  |  |  |  |  |  |  |  |  |
|  |                                  |  |  |  |  |  |  |  |  |  |  |  |  |  |  |  |
|  | 15. Paula Mejía                  |  |  |  |  |  |  |  |  |  |  |  |  |  |  |  |
|  |                                  |  |  |  |  |  |  |  |  |  |  |  |  |  |  |  |
|  |                                  |  |  |  |  |  |  |  |  |  |  |  |  |  |  |  |

## Militar
Siendo coronel, el 13 de noviembre de 1839 es derrotado junto a su hermano el general José Francisco Zelaya y Ayes por el general José Trinidad Cabañas en la Batalla de El Sitio de la Soledad, lugar cercano a Tegucigalpa. Unos años más tarde fue nombrado como Comandante de Armas de Olancho, donde se enfrentó a una revuelta en los principios de la Guerra de Olancho.

## Presidencia
Estando en la presidencia de Honduras el general Ponciano Leiva, éste recibe un mensaje que el capitán general José María Medina, está recibiendo apoyo del presidente de Guatemala, general Justo Rufino Barrios; por lo que algunas tropas enemigas al gobierno hondureño se habían introducido al occidente, acantonándose en la ciudad de Gracias. Leiva decide nombrar a su designado presidencial el licenciado José María zelaya como presidente provisional mientras decide ir en busca de medina para combatirlo, ya que según informes Medina ya había alcanzado las cercanías de la ciudad de Comayagua, allí se enfrentaron, Medina se retiró y leiva Madrid se reorganizó en Yoro donde el 13 de enero de 1876, Zelaya Ayes le traspasa la administración.